# Mardalsfossen
Mardalfossen je jedním z nejvyšších evropských vodopádů. Nachází se v kraji Møre a Romsdal na jihozápadě Norska. Vodopády jsou na řece Mardola která se vlévá do jezera Eikesdalsvatnet, severozápadně od obce Eikesdalen. S výškou 657 metrů je 13. nejvyšším vodopádem Norska. Jedná se o dvoustupňový vodopád. Nejvyšší stupeň je vysoký 358 m (což z něj dělá nejvyšší stupeň v Norsku vůbec), průměrná šířka je 24 m.
Vodopád je využíván k výrobě elektrické energie. V roce 1970 vyvolala regulace vodního toku protesty ekologů. Při nejznámějším z nich, vedeném zakladatelem hlubinné ekologie Arne Nassem se 300 lidí přivázalo k budově elektrárny.

## Zajímavosti
Jméno vodopádu je tvořeno ze dvou částí. První je genitiv názvu údolí Mardalen, “fossen” pochází ze slova foss, což znamená “vodopád”.
Vodopád se objevil i ve znaku nedaleké obce Nesset.